# 王世鈁
王世鈁（？年—？年），字希聲，號茹斋，浙江金华府永康县人。明末政治人物。

## 生平
崇祯三年（1630年）庚午科浙江乡试舉人，崇祯七年（1634年）甲戌科进士，刑部观政，八年授南直隶庐州府无为州知州。

## 家族
曾祖王权；祖王宗樊，生员，以家政问；父王师禹，生员，学行俱优。